# THE LAST NIGHT
「THE LAST NIGHT」（ザ ラスト ナイト）は、松浦亜弥の11枚目のシングル。2003年9月26日に発売された。

## 収録曲
全作詞・作曲：つんく
1. THE LAST NIGHT [5:14]
編曲：鈴木俊介　ストリングスアレンジ：村山達哉
2. DO YOU LOVE ME? [4:25]
編曲：高橋諭一
3. THE LAST NIGHT (Instrumental) [5:11]

## 参加ミュージシャン
THE LAST NIGHT
- プログラミング&ギター&ベース：鈴木俊介
- ピアノ：美野春樹
- ストリングス：篠崎正嗣ストリングス
- プログラミング：つんく

DO YOU LOVE ME?
- プログラミング&ギター：高橋諭一
- コーラス：松浦亜弥